# 吉州青年駅
吉州青年駅(キルジュチョンニョンえき、朝鮮語: 길주청년역)は、朝鮮民主主義人民共和国咸鏡北道吉州郡吉州邑にある、朝鮮民主主義人民共和国鉄道省平羅線と白頭山青年線の乗換駅であり、鉄道駅である。
当駅で、両江道恵山市まで続く、総延長141.6kmの白頭山青年線と分岐する。

## 歴史
- 1924年10月11日：咸鏡線の駅として吉州駅が開業[1]。
- 1933年11月1日：恵山線開業。
- 日時不明：吉州青年駅に改称。

## 周辺
駅周辺は、市街地が約4㎢程の広さがあり、清津市、会寧市、金策市に続いて咸鏡北道第四の都市と言われたりもする。
近くを一級道路が通過しており、平羅線に沿って敷かれている。

## 駅構造
駅は2面23線。貨物線や、留置線が多くを占めている。

## 最近
2006年10月9日、咸鏡北道吉州郡豊渓里の地下核実験施設において核実験が行われたさい、前後3〜4カ月間は、当駅の閉鎖と、白頭山青年線の運行制限が行われた模様である。
平壌駅起点 586.3km